# Rosario DeSimone
Rosario DeSimone detto "The Chief" (Salaparuta, 11 dicembre 1873 – Los Angeles, 15 luglio 1946) è stato un mafioso italiano, potente boss della mafia di Los Angeles dagli anni dieci.

## Biografia
Rosario DeSimone nacque a Salaparuta (TP) nel 1873 ma nei primi anni del Novecento emigrò a New Orleans e, dopo poco tempo, si spostò nella città di Pueblo in Colorado, dove entrò nella famiglia mafiosa locale.

### Gli anni a Los Angeles
Dopo la nascita di suo figlio Frank, avvenuta nel 1909, si stabilì definitivamente a Los Angeles. Nella metropoli californiana la "Famiglia" era guidata dal potente Vito Di Giorgio e DeSimone, dopo un breve periodo, fu nominato "vicecapo" da quest'ultimo. Dopo l'assassinio di Di Giorgio, avvenuto a Chicago nel 1922, DeSimone divenne il boss della mafia di Los Angeles.

### Espansione degli affari
Il nuovo boss ampliò il raggio dei suoi affari anche in altre contee della California, con racket come: contrabbando di alcolici, sindacati, scommesse illegali e gioco d'azzardo. DeSimone sviluppò anche numerose attività legali soprattutto nella cittadina di Downey.

### Gli ultimi anni
Nel 1925 circa, DeSimone lasciò pacificamente il ruolo di capofamiglia a Joseph Ardizzone. Dalla moglie Rosalia Cordo ebbe cinque figli: Leonard, Frank, Joseph, Josephine e Tonina. Il vecchio boss morì di cause naturali nel 1946.

## Mafiosi associati
DeSimone ha avuto rapporti di affari ed alleanza con i seguenti mafiosi:
- Los Angeles
  - Vito Di Giorgio
  - Joseph Ardizzone
  - Jack Dragna
  - Tom Dragna
  - Frank DeSimone, suo figlio
  - Simone Scozzari
  - Nicholas Licata
- San Diego
  - Girolamo Adamo
  - Joseph Adamo
  - Marco Li Mandri
- San Francisco
  - Francesco "Frank" Lanza
- San Jose
  - Onofrio Sciortino
- New Orleans
  - Charles Matranga